# Roman Grigoriev
Pour les articles homonymes, voir Grigoriev.
Roman Grigorievitch Grigoriev (en russe : Роман Григорьевич Григо́рьев), né Roman Katzman le 14 octobre 1911 à Nikitovka dans le Gouvernement de Iekaterinoslav sous Empire russe et mort le 3 septembre 1972 à Moscou en Union soviétique, est un réalisateur documentariste russe, membre de l'Union des cinéastes d'URSS, lauréat du prix Staline en 1949 et 1951,.

## Biographie
Roman Katzman naît dans une famille juive dans l'actuelle oblast de Donetsk en Ukraine.
Grigoriev est l'un des fondateurs du studio du film documentaire de Kharkiv en 1931. En 1933-1941, il est rédacteur en chef du Studio central du film documentaire.
Lors de la Seconde Guerre mondiale, il dirige au front le tournage des chroniques de guerre. Il rejoint les rangs du parti communiste en 1942. Gradé major, il reçoit plusieurs décorations.
De retour à la vie civile, il continue de travailler principalement dans le genre documentaire. Son film Hommes de la flamme bleue (Люди голубого огня) reçoit le Grand prix au IVe Festival international du film documentaire et du film d'animation de Leipzig en 1961.
Mort à Moscou, le cinéaste est enterré au cimetière Donskoï.

## Filmographie
- 1946 : Bulgarie (Bolgaria, Болгария)
- 1948 : Garde du monde (На страже мира)
- 1949 : Vive le travail ! (Slava trudu, Слава труду!) (avec Alexandre Medvedkov et Maria Slavinskaïa)
- 1955 : Le Bonheur des routes difficiles (Schastya trudnykh dorog, Счастье трудных дорог)
- 1956 : Sur Moscou et les moscovites (O Moskve i moskvichakh, О Москве и москвичах)
- 1957 : La Lumière d'Octobre (Svet Oktyabrya, Свет Октября) (avec Joseph Posselski)
- 1958 : Bruxelles (Брюссель)
- 1961 : Hommes de la flamme bleue (Ludy golubogo ognya, Люди голубого огня)
- 1964 : La Magistrale (Magistral, Магистраль)
- 1966 : Moscou, rue Gorki (Moskva, ulitsa Gorkogo, Москва, улица Горького)

## Décorations
- ordre de l'Étoile rouge : 1943
- ordre de la Guerre patriotique : 1945
- Médaille pour la victoire sur l'Allemagne : 1945
- prix Staline : 
  - 1949, pour le film documentaire La Sauvegarde du monde (1948)
  - 1951, pour le film documentaire Gloire au travail (1949)
- Maitre émérite des arts de la RSFSR : 1965